# Mario Borello
Mario Borello (Sant'Ambrogio di Torino, 1893 – 1981) è stato un prete e militare italiano.
Missionario della Consolata, fu un fervente sostenitore dell'aggressione militare italiana in Etiopia, riuscendo a sottomettere i capi della regione dei Uollega, consentendo così l'avanzata verso occidente. Dopo essere sfuggito all'eccidio di Lechemti nel giugno del 1936, venne insignito della medaglia d'oro al valor militare a vivente da Rodolfo Graziani.

## Biografia

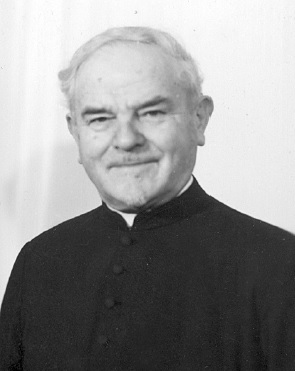
Don Mario Borello

Studiò teologia per alcuni a Torino anni presso l'Istituto delle Missioni della Consolata fino allo scoppio della prima guerra mondiale, dove fu arruolato come soldato di sanità della 1ª Compagnia e in seguito nel 150º ospedale da campo. Congedato nel 1919 con il grado di caporal maggiore, poté concludere gli studi in teologia.
Ordinato sacerdote il 20 marzo 1920, raggiunse l'Etiopia come missionario della Consolata presso Bonga nel Kaffa. 

In seguito fondò la missione di Konto vicino a Lechemti (regione dei Uollega). Dopo un breve periodo ad Addis Abeba, dopo 14 anni trascorsi in Etiopia tornò a Torino, dove nel marzo 1935 venne nominato tenente cappellano militare. Tornò in Etiopia con la divisione Gavinaia.
Il 26 maggio 1936 partì con la spedizione aerea guidata dal generale Vincenzo Magliocco e dalla già medaglia d'oro Antonio Locatelli diretta a Lechemti, per la sua buona conoscenza di quei luoghi e delle genti.

L'eccidio di Lechemti portò alla morte tutti i componenti della missione militare, tranne padre Borello che riuscì a scampare e a nascondersi per tre mesi, fino all'arrivo delle truppe terrestri. 
Durante questo trimestre, riuscì ad inviare al Comando italiano quattordici rapporti segreti sulla situazione politica della zona e sui rifugi dei ribelli.
Il 21 luglio ricevette la sottoscrizione del degiac Hapte Mariam all'atto di sottomissione al Regno d'Italia, esponendo le gravi conseguenze in caso contrario. Il 4 novembre 1936 venne decorato con la medaglia d'oro al valor militare, consegnatagli dal generale Graziani.
Ritornò a Torino nel 1939 presso l'istituto della Consolata, trasferendosi poi dal 1949 al 1965 a Londra. Morì nel 1981 all'età di 88 anni.

## Pubblicazioni
- La schiavitù in Etiopia e l'opera dei missionari della Consolata, in Antischivismo, maggio-giugno 1932.
- Grammatica di lingua galla: Fonetica e morfologia, (due volumi), Inst. Missioni Consolata, 1939.
- Hans-Jürgen Sasse e Paolo Tablino (a cura di), Dizionario Oromo-Italiano, Amburgo, H. Buske, 1995,  p. 432, ISBN 3875481186.